# Svartån, Nyland

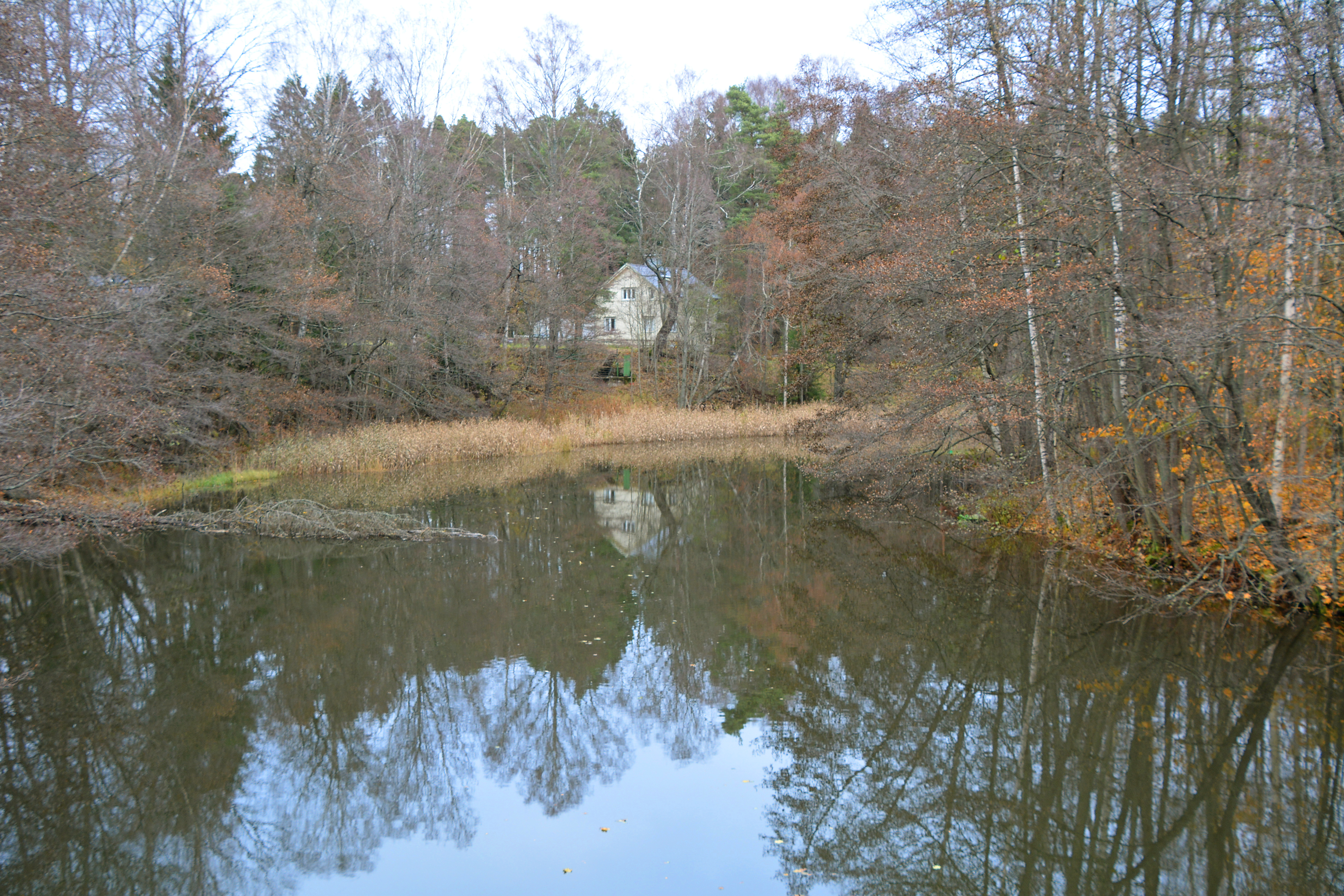
Svartån i Karis.

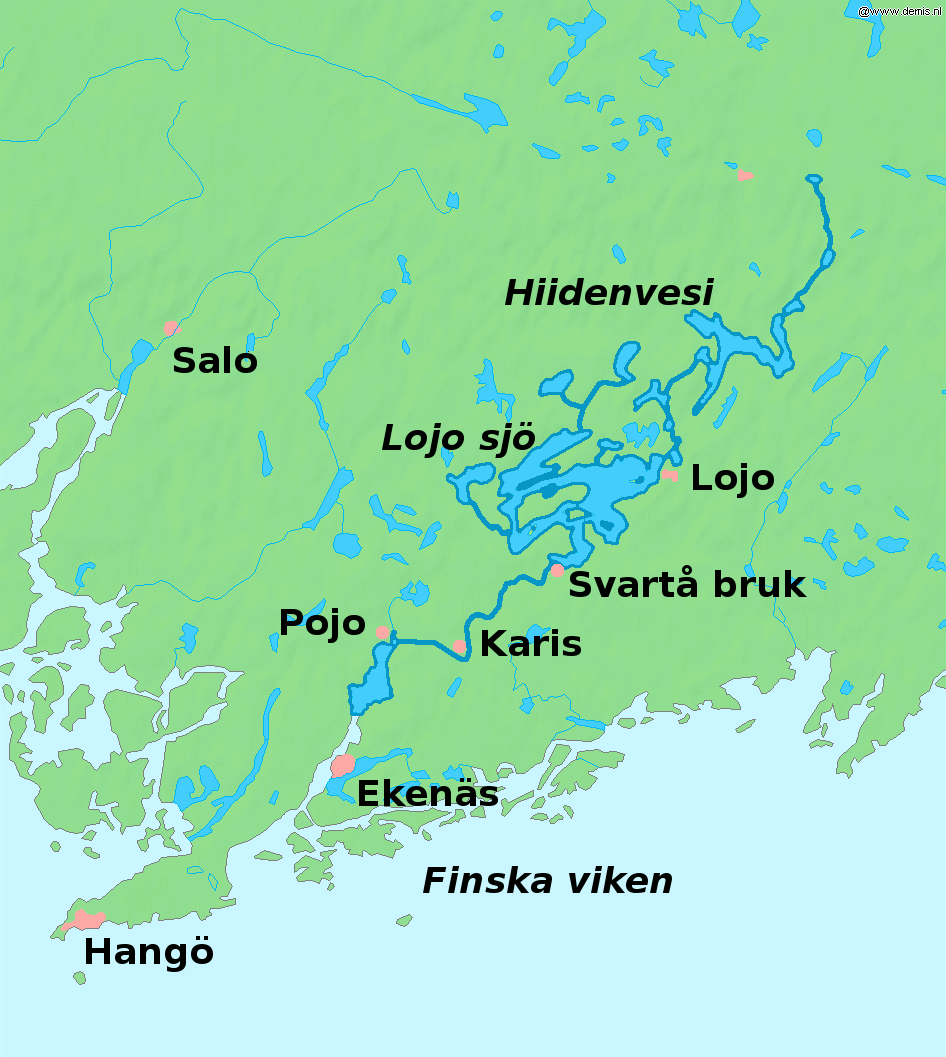
Karta över Lojo sjö och Svartån.

Svartån (fi. Mustionjoki) eller Karisån (fi. Karjaanjoki) är en å i Karis och Pojo i Nyland, Södra Finlands län. Vid ån ligger Svartå bruk.
En del av Svartån genom Karis kallas Landsbro ström. I Karis finns också viken Pumpviken, där ån kröker sig tvärt och bildar ett centralt park/naturområde. Svartån mynnar ut i Pojoviken i Finska viken, nära mynningen av Fiskarsån.
Trakten ingår i den hemiboreala klimatzonen. Årsmedeltemperaturen i trakten är 3 °C. Den varmaste månaden är juli, då medeltemperaturen är 18 °C, och den kallaste är februari, med −12 °C.